# Petite-Pologne
Petite-Pologne (tj. Malé Polsko) byla pařížská čtvrť, předměstí nacházející se v prostoru dnešního 8. obvodu před výstavbou nádraží Saint-Lazare. Vznikla v prostoru bývalého zábavního parku Tivoli ve 30. letech 19. století a přestavbou čtvrti kolem Place de l'Europe, která byla dokončena na konci Druhého císařství.

## Poloha
Petite-Pologne se rozkládala severně od potoka Ménilmontant (přibližně v místě Rue des Mathurins) až k dnešním bulvárům Courcelles a Batignolles, mezi čtvrtí Porcherons na východě, tj. dnešní oblastí kolem kostela Nejsvětější Trojice a podél severní části Rue de la Chaussée-d'Antin a Rue de la Pépinière na západě. Osada byla postavena podél cesty, která se jmenovala Rue des Grésillons, a která ústila svým západním koncem na křižovatku s ulicemi Rue Saint-Lazare, Rue de la Pépinière, Rue de l'Arcade, Rue du Rock a silnicí směrem k současnému Place de Clichy.

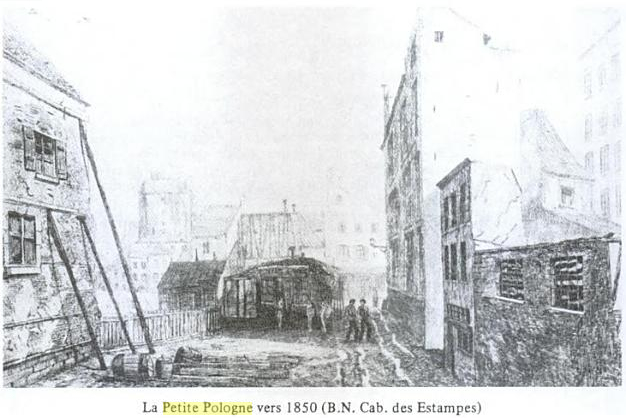
Petite-Pologne v roce 1850.

## Historie
Za vlády Ludvíka XV. bylo území na hranicích Paříže ještě nezastavěné. Rue du Rocher byla jen jednoduchá polní cesta. Stála zde celnice, která získala přezdívku podle nedalekého kabaretu Petite-Pologne. Historik Jacques Hillairet uvádí možnost podle názvu kabaretu Au Roi de Pologne (U polského krále), podle vévody z Anjou, budoucího Jindřicha III. Na konci 18. století zde vznikly první stavby, např. letohrádek Filipa Égalité v roce 1778. Jeho park byl později přeměněn za Napoleona III. na park Monceau. V roce 1798 se Josef Bonaparte přestěhoval do paláce na Rue des Errancis.
V roce 1770 vláda zřídila v Petite-Pologne jedno ze čtyř zdravotních zařízení, kde se zdarma léčily pohlavní choroby. Bylo určeno pro ženy, ale kolem roku 1780 bylo uzavřeno pro nedostatek financí, stejně jako ostatní zařízení.
Za restaurace a červencové monarchie se Petite-Pologne rozkládala zhruba v trojúhelníku mezi ulicemi Rue du Rocher, Rue de la Pépinière a Rue de Miromesnil, na severu bulvárem Monceau a zaniklým hřbitovem Errancis. Jednalo se o nuznou čtvrť, které se vyhnuly stavební práce na nádraží Saint-Lazare a developerské projekty ve 32. pařížské čtvrti zahájené na konci 20. let 19. století.

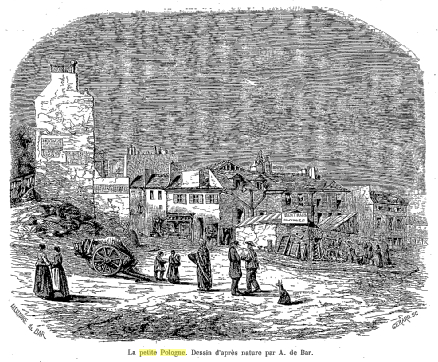
Petite-Pologne v 19. století.

Během Haussmannovy přestavby tato čtvrť postupně zanikla a její jméno poté upadlo v zapomnění.

## Čtvrť v literatuře
Do Petite-Pologne umístilo děj svých románů několik spisovatelů, převážně devatenáctého století.
Honoré de Balzac zachytil čtvrť v Sestřenici Bětě. Přestěhování barona de Hulot do Petite-Polognesymbolizuje jeho úpadek.
Maxime Du Camp popisuje ve svých Souvenirs de l’année 1848 čtvrť Petite-Pologne během revoluce prostřednictvím příběhu o patrole v Rue du Rocher.
Eugene Sue ve svých Tajnostech pařížských několikrát odkazuje na Petite-Pologne.
Ernest Daudet popisuje čtvrť v Dobrodružství tří mladých Pařížanů (1880) jako velmi zanedbanou a špinavou, ovšem v době vydání románu Petite-Pologne již neexistovala.